# Kyrie ou o Início do Caos
Kyrie ou o Início do Caos é um filme curta-metragem brasileiro, lançado em 1998, do gênero Terror. Foi dirigido por Debora Waldman, e teve direção de fotografia de Katia Coelho.
O filme, sem palavras, trata de uma mulher hipnotizada pelo som místico que sai de um bueiro.
Está na posição 68 da Lista dos 100 melhores filmes brasileiros de cinema fantástico, e 83 da lista dos 100 melhores curtas-metragens brasileiros, ambas segundo a Associação Brasileira de Críticos de Cinema (ABRACCINE).